# Børge Brende
Børge Brende (25. září 1965 Odda) je norský politik a diplomat. Je členem pravicové konzervativní strany.
Vystudoval historii a práva na Norské univerzitě vědy a technologií v Trondheimu. V letech 1988 až 1990 byl předsedou pravicové mládežnické organizace Unge Høyre, angažoval se také v hnutí Europabevegelsen, požadujícím vstup Norska do Evropské unie. Byl finančním ředitelem rodinné firmy Brende-entreprenør AS, působil v trondheimské městské radě a v roce 1997 byl poprvé zvolen do Stortingu. Ve vládě Kjella Magneho Bondevika byl ministrem životního prostředí a pak ministrem obchodu a průmyslu. Vedl také komisi pro udržitelný rozvoj Organizace spojených národů.
Byl generálním tajemníkem norské pobočky Mezinárodního červeného kříže, podílel se mj. na odstraňování následků zemětřesení na Haiti 2010. V letech 2012 až 2013 zasedal v dozorčí radě energetické společnosti Statoil. V letech 2013 až 2017 byl ministrem zahraničních věcí ve vládě Erny Solbergové. Účastnil se jednání o míru v Kolumbii a káhirské konference o Palestině. V roce 2017 se stal předsedou Světového ekonomického fóra. Je také členem představenstva Bilderbergu.
Je ženatý, má dvě děti.